# Герб Карелії

Герб Карелії

Герб Республіки Карелія є державним символом Республіки Карелія. Прийнятий Парламентом Республіки 25 жовтня 1993 року.

## Опис
Державним гербом Республіки Карелія є прямокутний закруглений у нижній третині, тричі пересічений у рівних частках кольорами державного прапора Республіки Карелія щит із зображеним на ньому профілем вартового ведмедя чорного кольору з червоними пазурями. Золоте обрамлення щита переходить у стилізоване зображення ялини з лівої сторони й сосни — з правої. Зверху щита розташована восьмикутна зірка у вигляді здвоєного хреста золотого кольору.

## Галерея гербів радянського періоду

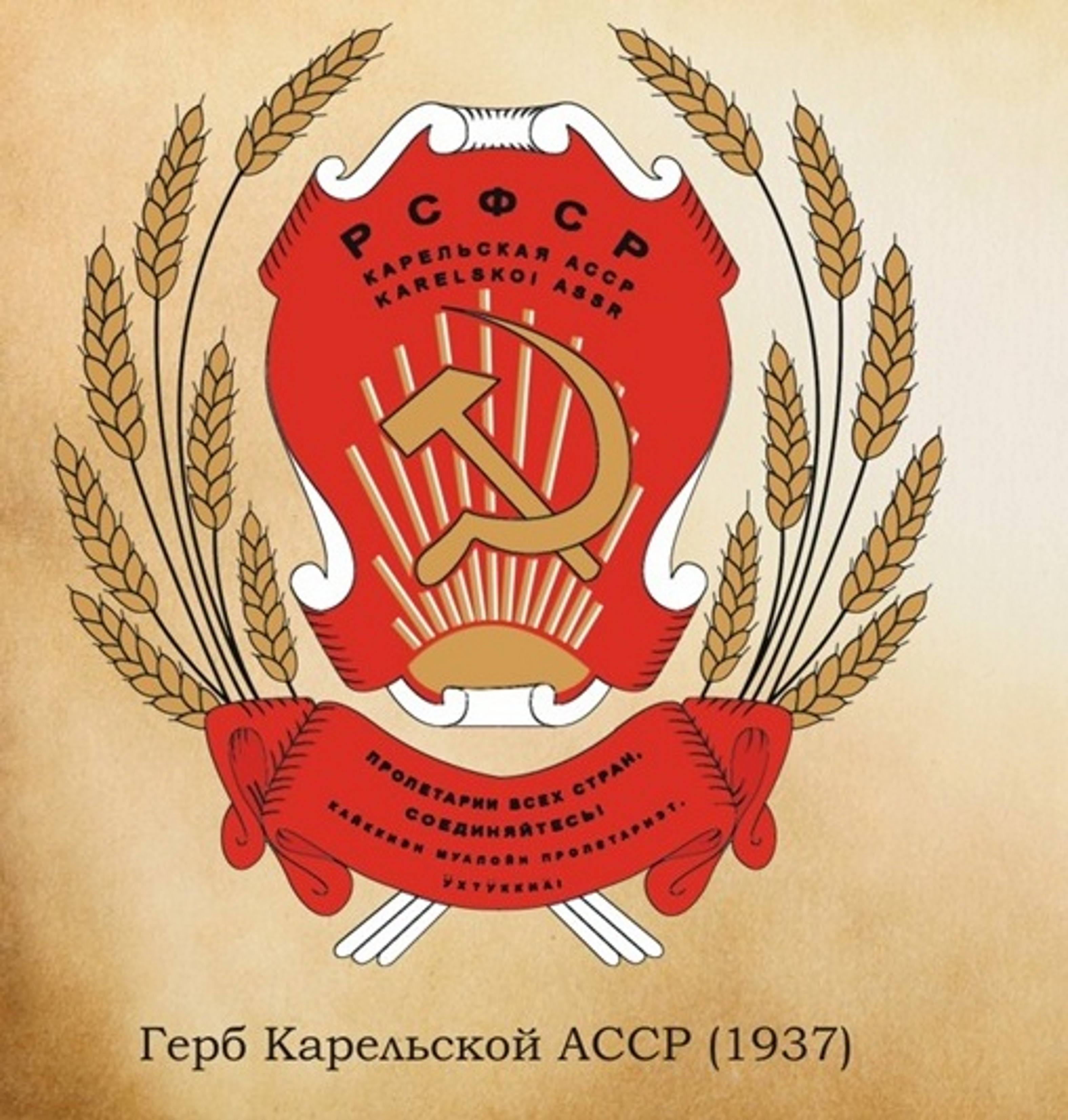
1937 — 1940
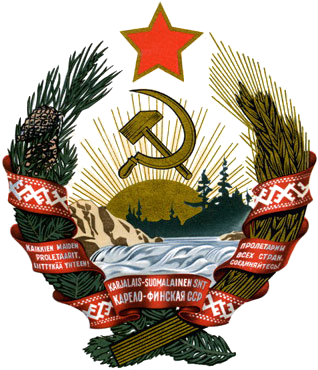
1940 — 1956
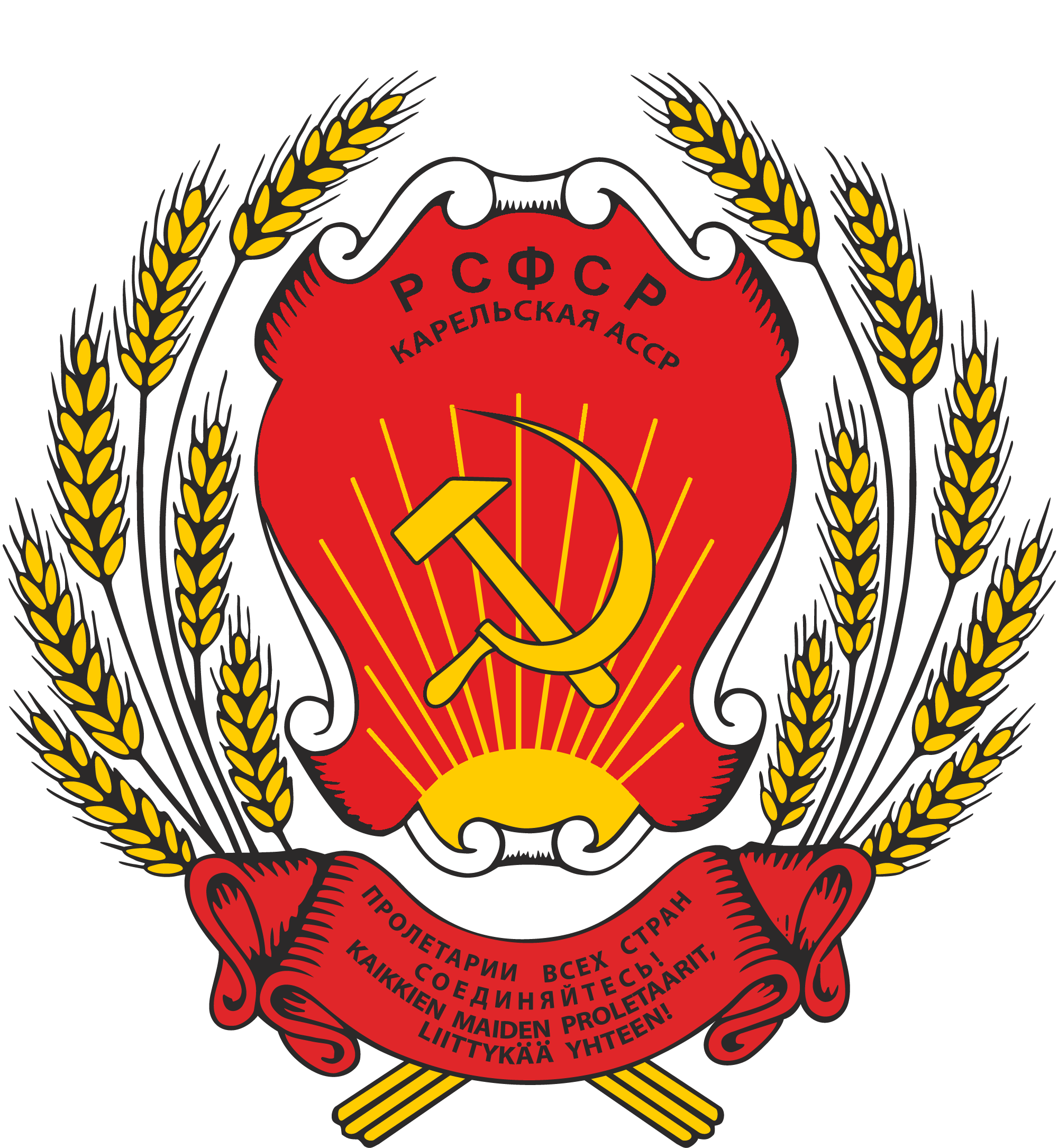
1956 — 1978
1978 — 1993